# Jean-Toussaint Desanti
Pour les articles homonymes, voir Desanti.
Jean-Toussaint Desanti est un philosophe français, d'inspiration marxiste, qui fut notamment philosophe des mathématiques, né le 8 octobre 1914 à Ajaccio et mort le 20 janvier 2002 à Paris 10e. Son œuvre principale est Les Idéalités mathématiques, recherches épistémologiques sur le développement de la théorie des fonctions de variables réelles (1968). Il se distingue également par ses recherches sur la phénoménologie.

## Biographie

### Jeunesse et études
Jean-Toussaint Desanti effectue ses études secondaires au lycée Thiers, puis au lycée Lakanal. Admis en 1935 à l'École normale supérieure, il a été formé par Jean Cavaillès à la philosophie des mathématiques. Il se lie avec Jean-Paul Sartre et André Malraux, réussit le concours d'agrégation de philosophie en 1942, puis adhère au Parti communiste clandestin à partir de 1943. Il croit alors que « la science prolétarienne est aujourd'hui la véritable science » et que « Les nouveaux et modernes Galilée s'appellent Marx, Engels, Lénine et Staline ». Distinguant « science bourgeoise et science prolétarienne », il soutient la diffusion du lyssenkisme, il sera ensuite très critique sur cette phase de son itinéraire philosophique.

### Parcours professionnel
Il se désengage du parti à 42 ans, en 1956. Il publie cette année-là son Introduction à l'histoire de la philosophie.
Il publiera ensuite Phénoménologie et praxis (1962, réédité ensuite sous le titre Introduction à la phénoménologie), Idéalités mathématiques (1968), La Philosophie silencieuse ou Critique des philosophies de la science (1975), Réflexions sur le temps (1992) et Philosophie, un rêve de flambeur, conversations avec Dominique-Antoine Grisoni (1999).
Jean-Toussaint Desanti a enseigné la philosophie aux écoles normales supérieures de la rue d'Ulm et de Saint-Cloud ainsi qu'à la Sorbonne. Il a eu pour élèves Michel Foucault et Louis Althusser, dont il a fortement influencé l'engagement politique. Il est proche de Jacques Lacan. Il a notamment dirigé la thèse de Doctorat d'État de Jacques Derrida (1980), de Jacques Rancière (1980) et celle de Souleymane Bachir Diagne. Parmi ses élèves se trouvaient aussi Jean-Michel Vappereau et Jean-Gérard Bursztein.
Résistance, militantisme, cheminement intellectuel, parcours amoureux, il revient sur tout cela dans La Liberté nous aime encore, un livre de dialogues dans lequel son épouse Dominique Desanti et lui se confient à Roger-Pol Droit.
Dans La Peau des mots, son dernier ouvrage, il aborde son rapport à la Corse et à l'insularité.

## Philosophie
« L’activité philosophique de Desanti est à double face, “ésotérique” et “exotérique” selon la distinction appliquée initialement à l’œuvre d’Aristote », explique Étienne Balibar.
Desanti a publié deux groupes d’ouvrages, bien que le partage des styles et des matières ne s’y opère pas de façon stricte.
Dans Les Idéalités mathématiques et dans La philosophie silencieuse ou critique des philosophies de la science, Desanti a fourni une contribution remarquée à l’épistémologie des mathématiques et il a proposé une réflexion philosophique plus générale sur le statut de la « mathèsis ». « Après la disparition de Cavaillès et de Lautman, la philosophie française de la deuxième moitié du XXe siècle a repris le projet d’une philosophie des mathématiques puisant aux sources d’une connaissance interne de la discipline et de ses développements récents. Trois noms, peut-être quatre s’imposent ici, et Desanti est l’un d’eux », remarque Balibar.
Son originalité tient dans le choix de laisser de côté les problèmes traditionnels du critère ou du statut de la vérité mathématique, aussi bien sous la forme platonicienne (démarcation entre la certitude propre aux objets idéaux et l’incertitude des objets sensibles) que sous la forme transcendantale (définition des a priori de la connaissance, en particulier ses « intuitions » propres) ou sous la forme positiviste (description des procédures de formalisation et de leur sémantique), pour s’intéresser à une autre question qui est celle des « médiations » par lesquelles une théorie mathématique « naïve » ou élémentaire s’ouvre à sa propre généralisation, et par conséquent à sa refondation en termes plus abstraits, selon Balibar.

### Les idéalités mathématiques
« Les idéalités ne sont ni du Ciel ni de la Terre », conçoit Desanti. Ce ne sont pas tant les êtres mathématiques que les germes successifs de la mathématisation : « objets-théories », « formes d’axiomes », régions « aveugles », « thématisées » ou « non thématiques », dont la tension ne cesse de réactiver les significations sédimentées et autorise la mobilité de la conscience théorique du mathématicien. Les idéalités impliquent une relecture, c’est-à-dire un apprentissage des textes mathématiques, afin de reproduire leur enchaînement et d’analyser comment ils inscrivent dans la pensée les caractères de la concrétude,. Dans sa thèse, il parle des ensembles analytiques. Dans « régions aveugles du champ », il prend comme exemple les travaux d’Henri Lebesgue.

### La philosophie silencieuse
Desanti généralise cette méthode, dans La philosophie silencieuse, sous la forme d’une critique des discours philosophiques qui tentent (de Platon à Hegel et Husserl) de procéder à une « intériorisation », c’est-à-dire à un « phagocytage » selon lui, des énoncés scientifiques. La tâche que Desanti s’assigne, après avoir reproduit l’enchaînement des concepts et dégagé les opérations de leur « production », consiste à cerner les vides du savoir constitué, ou encore à formuler les « problèmes de troisième espèce » qui, portant sur la nature des objets de ce savoir, obligent à en repenser les limites de façon critique.

### Temps, pouvoirs, discours
Le second groupe des ouvrages de Desanti consiste en des exposés tenus devant des disciples qui interviennent pour lui demander d’éclairer un point ou de le développer (Le philosophe et les pouvoirs, Réflexions sur le temps, Philosophie : un rêve de flambeur). Desanti y expose ses thèses selon trois interrogations. « Avant tout, bien entendu, celle qui porte sur la nature du temps […]. Mais aussi celle qui porte sur la constitution (« cristallisation ») du rapport subjectif par lequel une activité individuelle ou collective de contestation et d’exercice du pouvoir se « solidifie » en appartenance et en institution. Et enfin celle qui porte sur le genre d’activité discursive (et dialogique) de la philosophie », observe Balibar.

### Intentionnalité et discursivité
Desanti crée, dans ses Réflexions sur le temps, un concept. « À partir de la constatation que le flux de l’expérience vécue et la discursivité du langage se présupposent toujours l’un l’autre » Desanti renouvelle « la définition du concept husserlien d’intentionnalité, en le rattachant non pas au mouvement de la conscience, mais à la constitution paradoxale du présent par la « marque » même (ou la visée) de l’absence, qu’on peut considérer comme la racine de toute activité symbolique », selon Balibar.

### Le flambeur
Desanti pense selon la métaphore du « jeu », dans Philosophie : un rêve de flambeur, avec sa triple signification de liberté, de risque et de réciprocité, qu’il ramène à une notion plus primordiale d’écart, dans laquelle il désigne à la fois la condition de possibilité et l’antithèse de toute signification réifiée (ce qu’il appelle le « semblant-solide », dont la tâche de l’exercice philosophique est de nous délivrer), selon Balibar.

## Œuvres
- Retour à Berkeley in Mésaventures de l’anti-marxisme – Les malheurs de M. Merleau-Ponty (ouvrage collectif), Paris, Éditions Sociales, 1956; p. 107-124.
- Introduction à l'histoire de la philosophie, La Nouvelle Critique, Paris, 1956; réédité sous le titre Introduction à l’histoire de la philosophie suivi de Esquisse d’un second volume, Presses universitaires de France (Quadrige), Paris, 2006.
- Phénoménologie et praxis, Éditions Sociales (Essais), Paris, 1963; réédité sous le titre Introduction à la phénoménologie, Gallimard, Paris, 1976, 1994.
- Les Idéalités mathématiques. Recherches épistémologiques sur le développement de la théorie des fonctions de variables réelles, Éditions du Seuil (L'ordre philosophique), Paris, 1968, 2008.
- La philosophie silencieuse ou critique des philosophies de la science, Éditions du Seuil (L’ordre philosophique), Paris, 1975.
- Le philosophe et les pouvoirs. Entretiens avec Pascal Lainé et Blandine Barret-Kriegel, Calmann-Lévy, Paris, 1976; réédité sous le titre Le philosophe et les pouvoirs et autres dialogues, Hachette (Pluriel), Paris, 2008.
- Un destin philosophique, Grasset (Figures), Paris, 1982; rééd. Hachette (Pluriel), Paris, 2008.
- Réflexions sur le temps (Variations philosophiques 1). Conversations avec Dominique-Antoine Grisoni, Grasset (Figures), Paris, 1992.
- Philosophie : un rêve de flambeur (Variations philosophiques 2). Conversations avec Dominique-Antoine Grisoni, Grasset (Figures), Paris, 1999.
- La peau des mots. Réflexions sur la question éthique. Conversations avec Dominique-Antoine Grisoni, Éditions du Seuil (L’ordre philosophique), Paris, 2004.
- Une pensée captive. Articles de La Nouvelle Critique (1948-1956), Presses universitaires de France (Quadrige), Paris, 2008.
- Mathesis, idéalité et historicité, ENS éditions (La croisée des chemins), Lyon, 2015.

Audio
- L'anthologie sonore. (Enregistrements 1969-2000), 3CD audio, INA et Frémeaux & Associés, Paris, 2009.

Avec Dominique Desanti
- La liberté nous aime encore. Avec Roger-Pol Droit, Éditions Odile Jacob, Paris, 2001.

### Film documentaire
- Jean-Toussaint Desanti. Le désir de philosopher, film réalisé par Marcel Rodriguez, Métis film, 2009